# Павлов, Лев Семёнович
Лев Семёнович Павлов (6 февраля 2004, Сунтарский улус, Республика Саха (Якутия), Россия) — российский борец вольного стиля, мастер спорта России по спортивной борьбе.

## Спортивная карьера
Уроженец Усть-Янского улуса Якутии. В детстве переехал в Сунтарский улус Якутии. Любовь к вольной борьбе привил отец - мастер спорта по борьбе Семен Павлов. В настоящее время тренируется под руководством Николая Данилова и Германа Контоева. В 2023 году выиграл молодежное первенство России, который состоялся в Якутске, в финале за явным преимуществом победил Халида Магомедова из Дагестана. По итогам отборов отобрался на молодежное первенство мира среди юниоров, где не смог пробиться в тройку призеров. После неудачного международного дебюта стал обладателем серебряной медали Первенства России U-23, в финале которого проиграл Начыну Монгушу в равной схватке. 19 марта 2024 года ему было присвоено звание мастер спорта России. 25 апреля 2024 года в Грозном выиграл молодежное первенство России U-20, в финале он победил Халида Магомедова из Дагестана. 4 мая 2024 года в Подмосковье он дошёл до финала предолимпийского чемпионата России, где проиграл Ахмеду Идрисову из Дагестана, завоевав серебряную медаль. В июле 2024 года в сербском городе Нови-Саде, победив в финале Васифа Багирова Азербайджана, стал чемпионом Европы U-20. В сентябре 2024 года в испанском городе Понтеведра, проиграв в финале Люку Лилледалю из США, стал серебряным призером Первенства мира U-20.

## Спортивные результаты
- Первенство России по борьбе U21 2022 —
- Первенство России по борьбе U21 2023 — ;
- Первенство России по борьбе U23 2023 — ;
- Первенство России по борьбе U21 2024 — ;
- Чемпионат России по вольной борьбе 2024 — ;
- Первенство Европы по борьбе U20 2024 — ;
- Первенство Мира по борьбе U20 2024 - ;
- Первенство Европы по борьбе U23 2025 - ;